# The Little Missionary
The Little Missionary è un cortometraggio muto del 1917 diretto da Richard Foster Baker e prodotto dalla Essanay di Chicago.
Il film è interpretato dalla piccola Mary McAllister, un'attrice bambina che, all'epoca, aveva otto anni.

## Produzione
Il film fu prodotto dalla Essanay Film Manufacturing Company.

## Distribuzione
Distribuito dalla General Film Company, il film - un cortometraggio di due bobine - uscì nelle sale cinematografiche statunitensi il 16 gennaio 1917.